# Hadrothemis
Hadrothemis é um género de libelinha da família Libellulidae.
Este género contém as seguintes espécies:
- Hadrothemis camarensis (Kirby, 1889)
- Hadrothemis coacta (Karsch, 1891)
- Hadrothemis defecta (Karsch, 1891)
- Hadrothemis infesta (Karsch, 1891)
- Hadrothemis pseudodefecta Pinhey, 1961
- Hadrothemis scabrifrons Ris, 1909
- Hadrothemis versuta (Karsch, 1891)
- Hadrothemis vrijdaghi Schouteden, 1934